# Donald Johanson
Donald Carl Johanson (Chicago, 28 de junho de 1943) é um paleoantropólogo norte-americano. Junto com Maurice Taieb e Yves Coppens, ele é conhecido por descobrir o fóssil de uma fêmea de hominídeo Australopithecus conhecido como "Lucy" na região do Triângulo de Afar, na Etiópia.

## Lucy
Lucy foi descoberta em Hadar, Etiópia, em 24 de novembro de 1974. Quarenta por cento do esqueleto foi finalmente recuperado e mais tarde foi descrito como o primeiro membro conhecido do Australopithecus afarensis. Johanson ficou surpreso ao encontrar tanto de seu esqueleto de uma só vez. Pamela Alderman, membro da expedição, sugeriu que ela fosse chamada de "Lucy" em homenagem à canção dos Beatles "Lucy in the Sky with Diamonds", que foi tocada repetidamente durante a noite da descoberta.
Um hominídeo bípede, Lucy tinha cerca de um metro e meio de altura; seu bipedalismo apoiou a teoria de Raymond Dart de que os australopitecíneos andavam eretos. Toda a equipe, incluindo Johanson, concluiu pela costela de Lucy que ela comia uma dieta baseada em vegetais e pelos ossos curvos de seus dedos que provavelmente ainda se sentia em casa nas árvores. Eles não viram Lucy imediatamente como uma espécie separada, mas a consideraram um membro mais antigo do Australopithecus africanus. A descoberta subsequente de vários outros crânios de morfologia semelhante persuadiu a maioria dos paleontólogos a classificá-la como uma espécie chamada afarensis.

## Obras
- Johanson, Donald; Maitland Edey (1981). Lucy: The Beginnings of Humankind. New York: Simon and Schuster. ISBN 0-671-25036-1
- Johanson, Donald; James Shreeve (1989). Lucy's Child: The Discovery of a Human Ancestor. London: Viking. ISBN 0-670-83366-5
- Johanson, Donald; Blake Edgar (1996). From Lucy to Language. New York: Siemens & Schuster. ISBN 0-684-81023-9
- Johanson, Donald; Giancarlo Ligabue (1999). Ecce Homo: Writings in Honour of Third Millennium Man. Milan: Electa. ISBN 88-435-7170-2
- Johanson, Donald; Kate Wong (2009). Lucy's Legacy: The Quest for Human Origins. New York: Harmony Books. ISBN 0-307-39639-8